# Arnaud Dormeuil
Arnaud Dormeuil, né le 20 novembre 1964 à Saint-Denis (La Réunion) et mort le 15 novembre 2008 à Paris, était un acteur, chanteur et musicien réunionnais.

## Biographie
Arnaud Dormeuil naît dans une famille de musiciens. Suivant une scolarité en dents de scie, il se passionne naturellement pour la musique et apprend plusieurs instruments : harmonica, flûte, piano, accordéon. Son appétit a apprendre davantage d'instruments était très développé. Alors qu'il est essentiellement musicien autodidacte, Jean-Luc Trulès l'aidera plus tard à acquérir la lecture de la musique. 
En 1982, alors qu'il est devenu maçon, sa sœur Marie-Hélène le met en lien avec la troupe Vollard. Il intègre la troupe du Théâtre Vollard, sous la direction d'Emmanuel Genvrin. Malgré sa petite taille (1,40m), il impressionne par sa forte présence et sa personnalité. Il joue également pour la compagnie Acte 3.
En 1998, Kari Vollard impressionne Bernard Fargeau, alors directeur du Divan du monde, qui leur commande un nouveau spectacle. C'est ainsi que Genvrin écrit Séga Tremblad, qui conquiert la métropole.
En 2008, après une tournée de spectacles à Paris, alors qu'il prolonge son séjour pour rechercher des contrats, il décède dans sa chambre d'une rupture de l'aorte, à l'âge de 44 ans. Son décès prématuré suscite une émotion très vive à La Réunion et jusqu'en France métropolitaine.
En vingt ans, Arnaud Dormeuil sera monté 1409 fois sur scène, devant 328 000 spectateurs. 
Il disait : « Quand je mourrai, je voudrais qu’on fasse de la musique pour moi, même quand on veillera mon corps ! ».

### Famille
D'après l'universitaire Alexander Ockenden, son ancêtre serait Dorothée Dormeuil, esclave affranchie décrite dans La Belle Dorothée de Charles Baudelaire entre 1855 et 1864. Le poète aurait même participé financièrement à l'affranchissement de sa petite sœur Marie, âgé de 10 ans, par son maître Édouard Lacaussade (frère d'Auguste Lacaussade).

## Œuvres jouées
- Nina Ségamour (1982)
- Marie Dessembre (1983)
- Le Triomphe de l'amour (1983)
- Torouze (1984)
- Le Médecin Volant (1985)
- Le Chasseur de Tangues (1985)
- Colandie (1985)
- Tué set bless 14 (1986)
- Les Flamboyants (téléfilm, 1986)
- Garson (1987)
- Le Barbier de Séville (1987)
- Nelson et le Volcan (1987)
- Run Rock (1987)
- L'Esclavage des Nègres (1988)
- Étuves (1988)
- Amphitryon (1990)
- Lepervenche (1990)
- La Malle Debassyns (1990)
- Les Dionysiennes (1991)
- Carrousel (1992)
- Millenium (1992)
- Votez Ubu Colonial (1995)
- José (1995)
- Émeutes (1996)
- Baudelaire au Paradis (1997)
- Kari Vollard (1997)
- Séga Tremblad (1999)

## Référénces
1. ↑  Relevé des fichiers de l'Insee
2. ↑  « ARNAUD DORMEUIL- Bonus DVD l'Opéra du bout du monde » (consulté le 18 novembre 2023).
3. ↑  « Théâtre Vollard », sur vollard.com (consulté le 16 novembre 2023).
4. ↑  « Africiné - Arnaud Dormeuil », sur Africiné (consulté le 17 novembre 2023).
5. ↑  Sylvie Chalaye, « Séga Tremblad », sur Africultures, 31 août 2001 (consulté le 17 novembre 2023).
6. ↑  « Au revoir ’Géant petit homme’ », sur Témoignages.RE - https://www.temoignages.re, 22 novembre 2008 (consulté le 16 novembre 2023).
7. ↑  7 Lames la Mer, « Arnaud Dormeuil, sa té in moun kom nou ! », sur 7 Lames la Mer, 13 novembre 2021 (consulté le 16 novembre 2023).
8. ↑  baladescreoles, « Lepervenche et Arnaud Dormeuil », sur baladescreoles, 30 novembre 2008 (consulté le 16 novembre 2023).
9. ↑  Nathalie Valentine Legros et Geoffroy Géraud Legros, « Le « mystère Baudelaire » et la belle Dorothée réunionnaise » [archive], sur 7 Lames la Mer, 7 novembre 2015 (consulté le 8 avril 2025)